# Gyémántrozsdafarkú
A gyémántrozsdafarkú (Phoenicurus moussieri) a madarak osztályának a verébalakúak (Passeriformes) rendjéhez és a  légykapófélék (Muscicapidae) családjához tartozó faj.

## Rendszerezése
A fajt Victor Aime Leon Olphe-Galliard francia ornitológus írta le 1852-ben, az Erythacus nembe Erythacus Moussieri néven.

## Előfordulása
Észak-Afrikában, Algéria, Líbia, Marokkó és Tunézia területén fészkel, Európa nyugati felén csak kalandozik. Természetes élőhelyei a mérsékelt övi erdők, füves puszták és cserjések, sziklás környezetben, valamint ültetvények, szántóföldek és vidéki kertek. Állandó, nem vonuló faj.

## Megjelenése
Testhossza 12 centiméter, testtömege 14–15 gramm.

## Életmódja
Rovarokkal táplálkozik.

## Szaporodása
Fészekalja 3-6 tojásból áll.
|  |

## Természetvédelmi helyzete
Az elterjedési területe nagyon nagy, egyedszáma pedig stabil. A Természetvédelmi Világszövetség Vörös listáján nem fenyegetett fajként szerepel.